# Ceratogymna
Ceratogymna és un gènere d'ocells de la família dels buceròtids (Bucerotidae). Aquests calaus habiten la selva humida d'africana.
Presenten dimorfisme sexual: els mascles són tot negre, les femelles tenen el cap de color marró i el casc més petit. Difereixen dels altres gèneres dels Bycanistes per la pell facial sense plomas de color blau i la barballera, només a la cua tenen unes plomes blanques.

## Taxonomia
Segons la classificació del Congrés Ornitològic Internacional (versió 2.5, 2010) aquest gènere conté dues espècies:
- Calau de casc groc (Ceratogymna elata).
- Calau de casc negre (Ceratogymna atrata).